# Gianni Rodari
Gianni Rodari (født 23. oktober 1920, død 14. april 1980 i Rom) var en italiensk forfatter, der for det meste skrev for børn.
Han modtog i 1970 H.C. Andersen-medaljen. 
| Citat | Kreativitet er til for alle, ikke for at alle skal blive kunstnere, men for at ingen skal blive slaver | Citat |
|       | |       |